# Шулер, Норберт
Норберт Шулер (нем. Norbert Schuler, 4 ноября 1938, Нюрнберг, Германский рейх) — немецкий хоккеист (хоккей на траве), нападающий.

## Биография
Норберт Шулер родился 4 ноября 1938 года в немецком городе Нюрнберг.
Играл в хоккей на траве за «Нюрнберг». В его составе в 1968 году стал чемпионом ФРГ по индор-хоккею.
В 1960 году вошёл в состав сборной ОГК по хоккею на траве на Олимпийских играх в Риме, занявшей 7-е место. Играл на позиции нападающего, провёл 3 матча, забил 1 мяч в ворота сборной Франции.
В 1968 году вошёл в состав сборной ФРГ по хоккею на траве на Олимпийских играх в Мехико, занявшей 4-е место. Играл на позиции нападающего, провёл 7 матчей, забил 3 мяча (по одному в ворота сборных Японии, Мексики и Индии).
В 1960—1969 годах провёл 69 матчей за сборную ФРГ.